# ماریا بشیر
ماریا بشیر دادستان سابق هرات و از فعالان و چهره‌های حقوق زنان در افغانستان است. مجله فارن پالیسی در سال ۲۰۱۱ او را جزو صد متفکر دنیا انتخاب کرد و همچنین دولت ایالات متحده آمریکا به وی جایزه شجاعت اهدا کرده‌است.